# Plesiops verecundus
Plesiops verecundus är en fiskart som beskrevs av Mooi, 1995. Plesiops verecundus ingår i släktet Plesiops och familjen Plesiopidae. Inga underarter finns listade i Catalogue of Life.